# بفطس
البفطس (الاسم العلمي:†Baphetes) هو جنس منقرض من رباعيات الأطراف يتبع فصيلة البفطسات من مصفحات الرأس. وجدت أحافيره في جمهورية التشيك وتم تسميته لأول مرة من قبل ريتشارد أوين في 1854. النوع النمطي لهذا الجنس هو البفطس مسطح الرأس.